# 楠木九八郎
楠木 九八郎（くすき きゅうはちろう、1832年 - 1881年）は、尾張国中村（現在の愛知県名古屋市中村区）出身の宿役人。

## 経歴

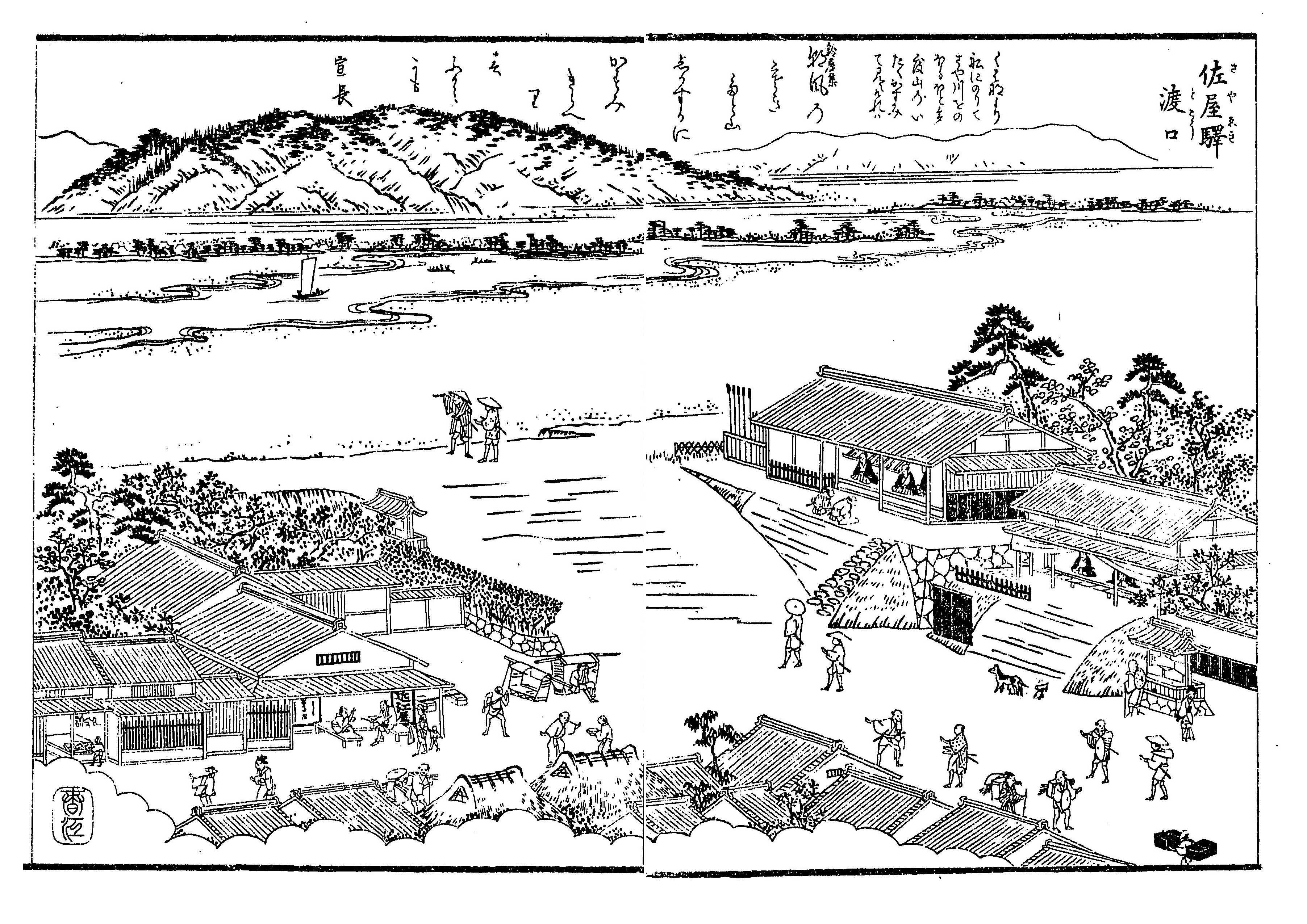
佐屋宿と三里の渡し（『尾張名所図会』）

佐屋宿は佐屋街道最大の宿場町であり、桑名宿に渡る三里の渡しの起点だった。佐屋宿が繁栄を謳歌するのにともない、尾張藩は海東郡と海西郡を統括する佐屋代官所を置いている。楠木は佐屋宿における宿役人であり、船・陸問屋を兼任していた。1868年（明治元年）と1869年（明治2年）に行われた明治天皇の東京行幸時には楠木家が行宮となり、それ故に一時期は楠木家が史跡に指定されたが、1872年（明治5年）に宿駅制度が廃止されたことで移転を余儀なくされた。行宮は海部郡津島町の浄光寺に移築され、門は海部郡佐屋村の善定坊に移築されている。津島で毛織物業を営んでいた片岡孫三郎（片岡春吉の養父）と親交があった。